# Vespa sphaerogaster
Vespa sphaerogaster är en getingart som beskrevs av Martin Lichtenstein 1796. Vespa sphaerogaster ingår i släktet bålgetingar, och familjen getingar. Inga underarter finns listade i Catalogue of Life.